# Game Boy Camera

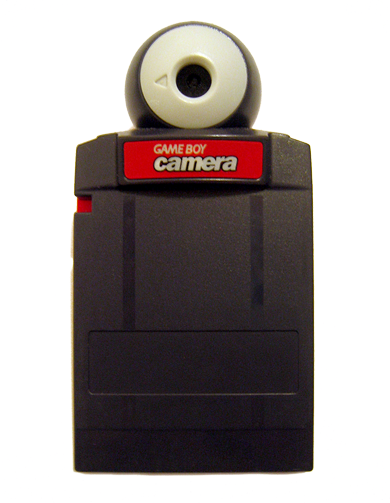
Game Boy Camera, der untere Teil verschwindet im Modulschacht

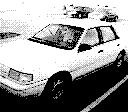
Mit einer Game Boy Camera aufgenommenes Foto eines Ford Tempo

Die Game Boy Camera (in Japan Pocket Camera) ist ein 1998 erschienenes Peripheriegerät für den Game Boy. Es handelt sich um eine von Nintendo entwickelte, digitale Schwarzweißkamera, die in den Steckmodul-Schacht des Game Boy gesteckt wird und um 180° gedreht werden kann. In Verbindung mit dem gleichzeitig erschienenen Game Boy Printer ist es möglich, Fotos mit dem Game Boy aufzunehmen und direkt auszudrucken. Die Game Boy Camera ist in vier Farben (blau, gelb, grün und rot) in Japan, den USA und Europa erschienen.
Über das Transfer Pak konnte bei den Spielen Mario Artist und SimCity 64 für das Nintendo 64DD Bilder von Game Boy Camera übertragen und in den Spielen genutzt werden.

Mit Hilfe eines an den Link-Anschluss angeschlossenen Kabels können die gespeicherten Bilder ausgelesen und auf einen PC übertragen werden. Dafür wird ein Emulator benötigt.
Zusätzlich zur Kamerafunktion waren in das Modul vier verschiedene Minispiele integriert, zum Beispiel ein klassisches Shoot ’em up. Dabei konnten eigene Bilder in die Minispiele eingefügt werden.
Zum Zeitpunkt ihres Erscheinens war die Game Boy Camera die kleinste und günstigste Digitalkamera der Welt.
Das Cover von Neil Youngs Album Silver & Gold wurde von Neils Tochter Amber mit einer Game Boy Camera aufgenommen.

## Technische Daten
| Kenngröße           | Details                     |
| ------------------- | --------------------------- |
| Farben              | 4 Graustufen                |
| Auflösung           | 128 × 112 (0,014 Megapixel) |
| Beleuchtungsbereich | 1 lx – 10000 lx             |
| Belichtungszeit     | 16 μs – 1 s                 |
| Bildfrequenz        | 10 fps – 30 fps             |

## Hardware
| Chip-Bezeichnung              | Beschreibung                                 | Chipgehäuse |
| ----------------------------- | -------------------------------------------- | ----------- |
| MAC-GBD Nintendo              | CPU                                          | QFP-100     |
| M538011E-08 oder MX23C8004-12 | Masken-ROM                                   | TSOP-32     |
| M5M51008 oder TC55V1001       | 1048576-bit (131072-word BY 8-bit) CMOS-SRAM | TSOP-32     |
| Mitsubishi M64282FP           | 128 × 128 Pixel CMOS-Bildsensor              | 16C 9-B     |

## Galerie

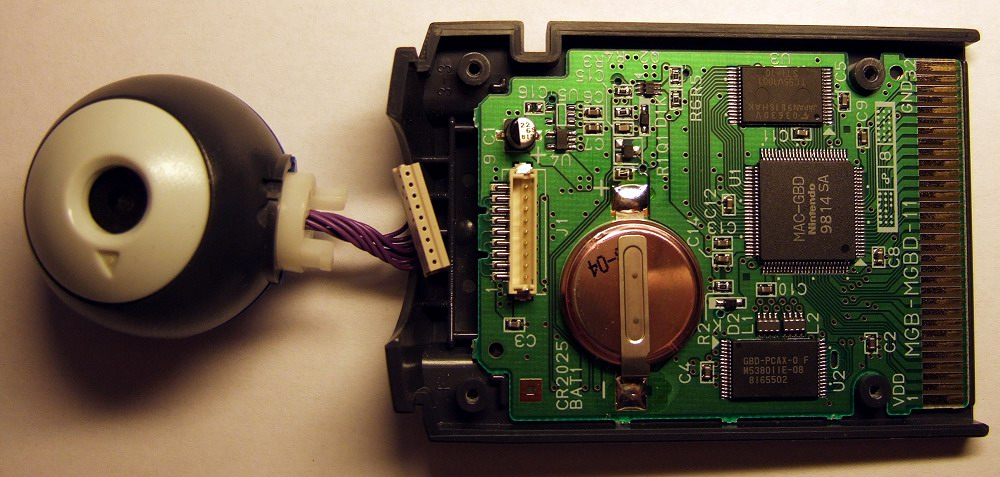
Hauptplatine, Gesamtansicht
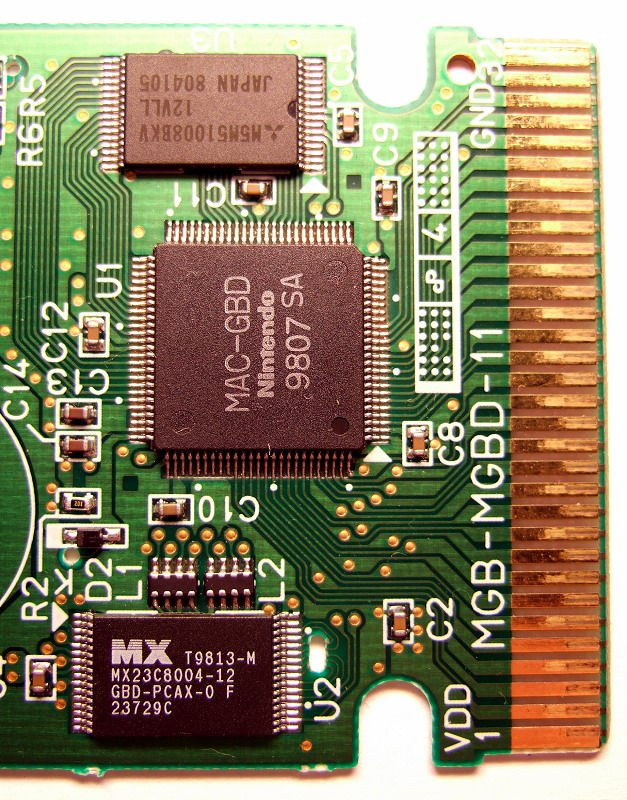
Hauptplatine, Ausschnitt
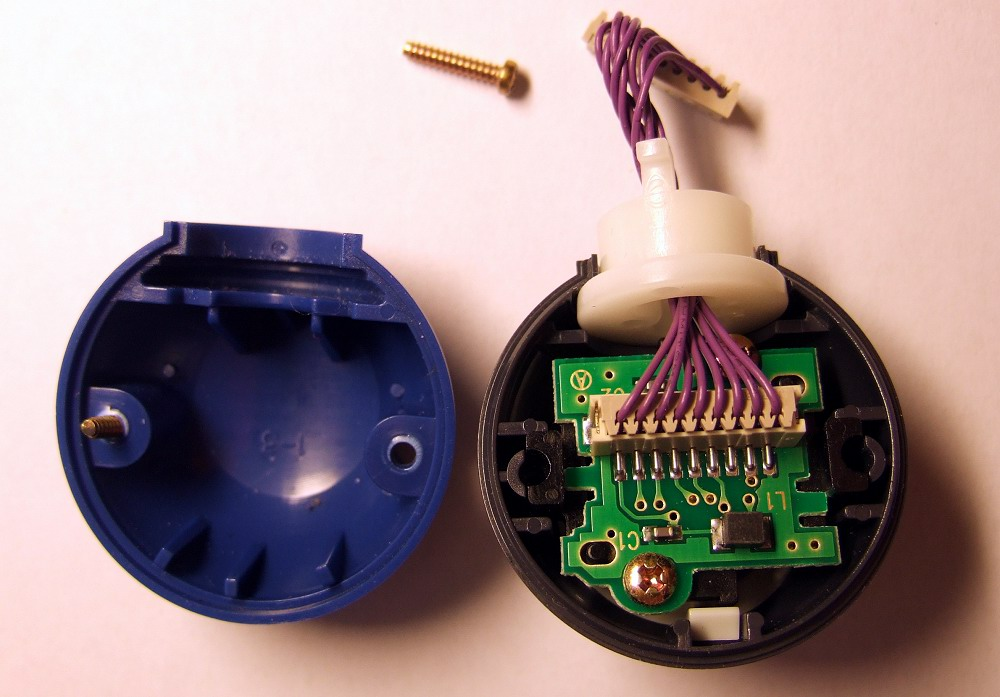
Kameraeinheit
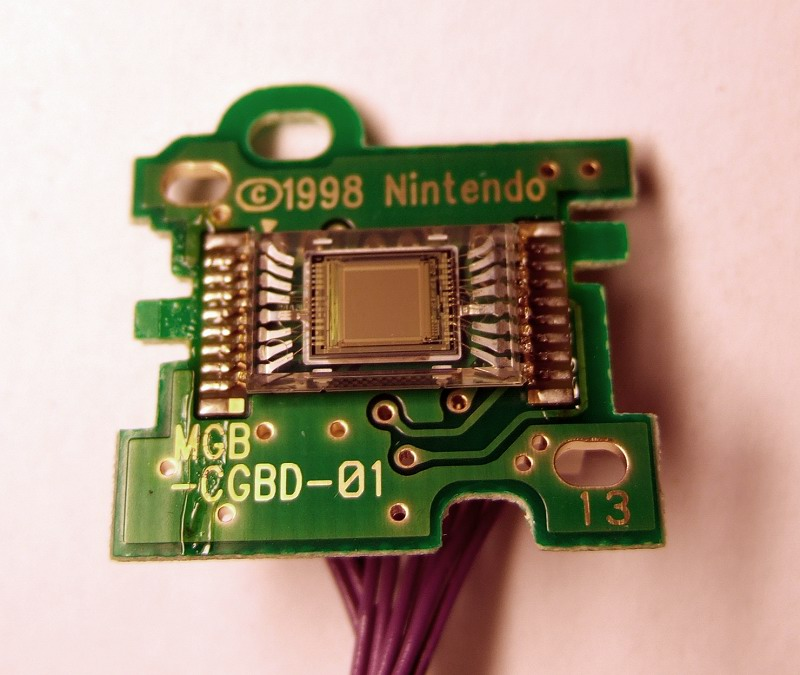
Sensor M64282FP Nahaufnahme
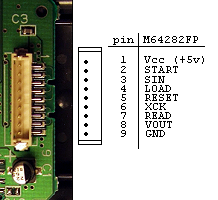
Kamerastecker Pinbelegung